# 하야시노역
하야시노역(일본어: 林野駅)은 일본 오카야마현 미마사카시에 위치한 서일본 여객철도 기신 선의 철도역이다. 단선 승강장 1면 1선의 구조를 갖춘 지상역이다.

## 이용 현황
| 승차 인원 추이 | 승차 인원 추이 |
| 연도           | 1일 평균       |
| -------------- | -------------- |
| 1999           | 209            |
| 2000           | 202            |
| 2001           | 223            |
| 2002           | 201            |
| 2003           | 193            |
| 2004           | 171            |
| 2005           | 161            |
| 2006           | 152            |
| 2007           | 154            |
| 2008           | 161            |
| 2009           | 139            |
| 2010           | 131            |
| 2011           | 126            |

## 역 주변
- 미마사카 시청
- 국도 제179호선 · 국도 제374호선

## 역사
- 1934년 11월 28일 : 기즈니시 선으로서 히가시쓰야마 - 미마사카에미 간이 전체 개통했던 때에 개업.
- 1936년
  - 4월 8일 : 히메지 - 히가시쓰야마 간이 전체 개통했기 때문에 기즈니시 선이 기즈 선의 일부로 되어, 이 역도 그 소속으로 한다.
  - 10월 10일 : 기즈 선이 기신 선의 일부로 되어, 이 역도 그 소속으로 한다.
- 1987년 4월 1일 : 일본국유철도 분할 민영화에 의해, 서일본 여객철도가 승계.

## 인접 역
| 서일본 여객철도 기신 선 | 서일본 여객철도 기신 선 | 서일본 여객철도 기신 선 |
| ----------------------- | ----------------------- | ----------------------- |
| 나라하라 히메지 방면    | ■ 기신 선               | 가쓰마다 니미 방면      |